# Nicolas Berey

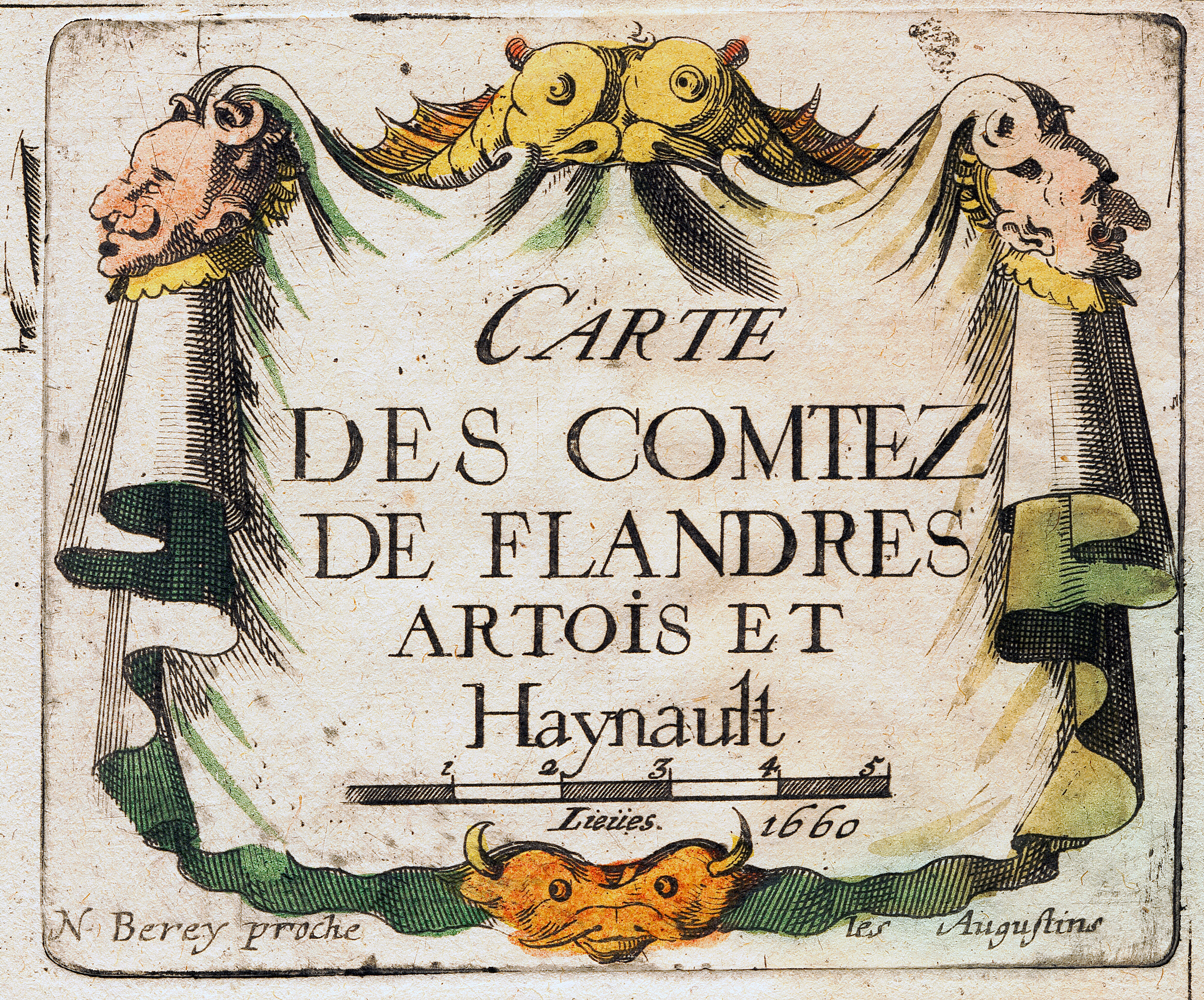
De cartouche van de kaart van Vlaanderen, Artesië en Henegouwen, uitgegeven te Parijs in 1660 door Nicolas (I) Berey

Er zijn twee 17de-eeuwse Franse graveurs, uitgevers en verkopers van kaarten en prenten die de naam Nicolas Berey gedragen hebben. Het betreft vader en zoon. Om beiden van elkaar te onderscheiden wordt Nicolas senior in de vakliteratuur doorgaans aangeduid als Nicolas (I) Berey en de zoon als Nicolas (II) Berey.
Nicolas (I) Berey (Chaource (?), ca. 1610 - Parijs, 30 juni 1665) was de zoon van Jean Berey uit Chaource. Zijn geboortedatum en geboorteplaats zijn niet met zekerheid bekend. Hij vestigde zich in Parijs, waar hij driemaal in het huwelijk trad. Uit zijn eerste huwelijk werd Nicolas (II) Berey geboren (Parijs, 1640-1667), die eveneens actief zou worden als graveur, uitgever en prenthandelaar. Uit zijn tweede huwelijk werden onder meer een dochter Jeanne en een zoon Claude-Auguste (Parijs, 1660-1730) geboren. Deze laatste zou zich eveneens in Parijs vestigen als graveur, uitgever en prenthandelaar. In tegenstelling tot zijn vader gaf Claude-Auguste Berey kennelijk weinig of geen landkaarten uit.
Ten laatste in 1644 had Nicolas (I) Berey een zaak aan de Parijse Quai des Augustins, met als uithangbord Les Deux Globes (“De Twee Wereldbollen”). Op de kaarten die hij uitgaf gebruikte hij als identificatie meestal de formule “A Paris chez Nicolas Berey proche les Augustins”. Het was een buurt waar in die tijd ook andere uitgevers en handelaren van kaarten en prenten gevestigd waren. Berey had professionele contacten met diverse collega’s, waaronder de bekende cartograaf  Nicolas de Fer. Tot zijn cartografische werken hoort de Carte générale de toutes les postes et traverses de France, verschenen ca. 1640, met alle routes en halteplaatsen van de postdiensten in Frankrijk in het tweede kwart van de 17de eeuw. Het was een kopie naar een gelijkaardige kaart door Nicolas Sanson; de uitgave van Berey is aan de randen verlevendigd met afbeeldingen van Franse steden en postkoetsen. In 1649 gaf hij een wereldkaart uit, gebaseerd op (en verwijzend naar) de wereldkaart van Jodocus Hondius uit 1640.
Nicolas (I) Berey publiceerde onder zijn eigen naam een aantal kaarten die door anderen gegraveerd waren. Hiertoe gebruikte hij bestaande drukplaten die hij via aankoop verworven had, en bracht een cartouche aan met zijn naam. Dat is bijvoorbeeld het geval met de kaart van de graafschappen Vlaanderen, Artesië en Henegouwen uit 1660. De auteur ervan is niet bekend; mogelijk gaat het om Christophe Tassin. Deze werkwijze was toentertijd niet ongebruikelijk.
Bij de dood van Nicolas (I) Berey in juni 1665 zette zijn zoon Nicolas (II) de uitgeverij en winkel aan de Quai des Augustins voort. Maar niet zoveel later, in december 1667, overleed de jonge Nicolas eveneens. Hij was slechts 27 jaar. De zaak Les Deux Globes kwam nu in handen van Alexis-Hubert Jaillot, die gehuwd was met Jeanne, de dochter van Nicolas (I) en halfzus van Nicolas (II). Jaillot, die beeldhouwer van opleiding was, kwam aldus enigszins toevallig terecht in de branche van de kaartenuitgeverij en -handel. Hij zou zich ontpoppen tot een van de belangrijkste Franse cartografen uit de tweede helft van de 17de eeuw. Hij zou onder meer nauw samenwerken met de zonen van Nicolas Sanson en met de kaartenhandelaar Pieter Mortier, wiens zoon later aan de wieg zou staan van de befaamde Amsterdamse kaartenuitgeverij Covens en Mortier.